# Escut de Luxemburg
L'escut de Luxemburg té l'origen a l'edat mitjana i deriva de les armories del ducat de Limburg, actualment repartit entre els estats de Bèlgica i dels Països Baixos.

## Descripció
Es tracta d'un escut burelat d'argent i d'atzur de 10 peces carregat d'un lleó de gules, coronat, armat i lampassat d'or, amb la cua bifurcada i passada en sautor. Va timbrat amb una corona de gran duc.
A l'antic lleó de Limburg, de gules sobre camper d'argent, el comte Enric V el Ros, al segle xiii, hi va afegir les bureles d'atzur, que des de llavors han estat tradicionalment el distintiu de la Casa de Luxemburg.

## Versions de l'escut luxemburguès

Versió completa
Versió mitjana
Versió simplificada

La versió completa, o «armes grans», porta la cinta i la creu de l'Orde Nacional de la Corona de Roure al voltant de l'escut. Tot plegat damunt un mantell de gules folrat d'ermini i embellit d'or, somat amb la corona de gran duc.
La versió mitjana incorpora dos lleons reguardants d'or coronats del mateix i armats i lampassats de gules, amb la cua bifurcada i passada en sautor, sostinguts damunt una filigrana ornamental d'or.
La versió estricta o simplificada de l'escut també és coneguda com les «armes petites».

## Les armes del gran duc

Escut d'Enric I, gran duc de Luxemburg (versió completa)

La dinastia actual de Borbó-Nassau regnant a Luxemburg, representada pel gran duc Enric, utilitza un escut quarterat, al primer i al quart amb les armes de Luxemburg i al segon i al tercer amb les de Nassau: d'atzur, sembrat de bitllets d'or i carregat d'un lleó coronat d'or, armat i lampassat de gules. Timbrat amb corona reial.
Aquest escut també disposa d'una variant mitjana, amb els dos lleons reguardants i la filigrana d'or com a l'escut estatal corresponent, i una de completa, amb l'escut carregat d'un escudet amb les armes de la Casa de Borbó-Parma: d'atzur, tres flors de lis d'or posades en triangle amb la bordura de gules carregada de vuit petxines d'argent posades en orla. També porta l'orde de la Corona de Roure i el mantell coronat, amb els dos lleons de suport que aguanten cadascun una bandera amb els colors nacionals.